# Beszélő
Beszélő („Sprecher“) ist der Titel einer liberalen politischen und kulturellen Zeitschrift in Ungarn, die monatlich erscheint. Die erste Ausgabe erschien 1981 als Samisdat, als gerade in Polen der Notstand ausgerufen wurde.

## Geschichte
Der Beszélő war nicht der erste Samisdat. Bereits seit 1976 erschienen illegale zensurfreie Zeitschriften. Neu war jedoch, dass Namen und Adressen der Herausgeber mit veröffentlicht wurden, und dass die Zeitschrift regelmäßig (zunächst vierteljährlich) erschien und mit Hilfe der Stenciltechnik in relativ hoher Zahl vervielfältigt wurde. Gleichzeitig kam auch die Zeitschrift Kisúgó heraus, die jedoch nicht lange bestand.
Es gab keinen Chefredakteur. Die Autoren trafen sich wöchentlich um die Inhalte zu diskutieren. Die politischen Analysen stammten hauptsächlich von dem Philosophen János Kis, jedoch wurden die Leitlinien gemeinsam entschieden.
Zwischen 1981 und 1986 wurde das Blatt von István Orosz in einem Bauernhaus in Dunabogdány gedruckt. Das Verbreitungszentrum war in der Wohnung von Endre Miklóssy in Budapest. Mitte der 1980er Jahre wurde der Beszélő vom Kreis um Gábor Demszky vervielfältigt und verbreitet.
Die an der Zeitschrift mitarbeitenden Intellektuellen spielten während des Regimewechsels eine wichtige Rolle. Zu nennen sind János Kis, Ferenc Kőszeg, György Petri, Bálint Nagy, Miklós Haraszti, János Eörsi, Bálint Magyar, Ottilia Solt, Gábor Havas und Gábor Iványi (von dem der Titelname stammt).
In der ungarischen Presse unter dem kommunistische Regime gab es mehrere wichtige Tabuthemen, z. B. der Ungarische Volksaufstand, Ungarn, die jenseits der Grenzen lebten, die Lage von religiösen und ethnischen Minderheiten und die Frage der Armut. Daher entschieden die Redakteure, dass diese Themen in jeder Ausgabe thematisiert werden.
Sie wurden laufend abgehört, verfolgt, beobachtet und es kam oft zu Hausdurchsuchungen. Es kam auch mehrmals zu Prozessen, jedoch konnten nur Verstöße gegen die Presseordnung bzw. Regelverletzungen geahndet werden. Es wurden Strafgelder gezahlt und Verhöre durchgeführt, wobei verschleiert wurde, dass diese von Organen des Staatsschutzes abgehalten wurden.
Originalzitat von Ferenc Kőszeg
„Szövényi György, aki engem többször kihallgatott – mostanában a televízióban szokott szerepelni mint terrorelhárítási szakértő – többször is elmondta: »Minket nem érdekel, mit írnak, csak az, hogy van-e rá engedélyük.« Persze, amikor 1983 márciusában először tartottak házkutatást a lakásomban, és először vittek be a Tolnai Lajos utcába kihallgatásra, biztos voltam benne, hogy a leghamarabb két év múlva szabadulok. Én voltam a legjobban meglepve, amikor reggel ötkor kiengedtek. De ebből megértettem, hogy el akarják kerülni a látványos politikai pereket, és nem akarják börtönbüntetésekkel lerombolni a gulyásszocializmushoz kapcsolódó nyugati illúziókat.“
Freie Übersetzung des Zitats:
»György Szövényi, der mich mehrmals verhört hat – heute tritt er als Experte im Kampf gegen den Terrorismus im Fernsehen auf – verkündete wiederholt: „Uns interessiert nicht, was sie schreiben, sondern, ob sie dafür unsere Erlaubnis haben.“ Natürlich, als im März 1983 erstmals Hausdurchsuchungen in meiner Wohnung durchgeführt wurden, und als sie mich in die Lajos-Tolnai-Straße (Anmerkung: dort befindet sich die Untersuchungsabteilung der Budapester Polizei) zum ersten Mal zu einem Verhör brachten, war ich mir sicher, dass ich frühestens nach zwei Jahren freikommen werde. Ich selbst war am meisten überrascht, als sie mich um fünf Uhr morgens freiließen. Dadurch wurde mir klar, dass sie spektakuläre politische Gerichtsverfahren vermeiden wollten, und die mit dem Gulaschkommunismus verbundenen westlichen Illusionen nicht mit Gefängnisstrafen zerstören wollten.«
Die 20. Ausgabe, in der der Társadalmi szerződés („Gesellschaftsvertrag“) erschien, erreichte auf Grund des großen Interesses eine Auflage von 2000 Exemplaren.

## Pseudonyme
Teilweise erschienen die gedruckten Kommentare unter Pseudonymen, wobei oft die Redakteure selbst nicht wussten, wer sich hinter manchen Namen verbarg. Einige der benutzten Decknamen waren:
| Pseudonym     | echter Name     |
| ------------- | --------------- |
| Pál Ada       | Iván Pető       |
| Dénes Csonka  | Tamás Bauer     |
| Elek Fényes   | János M. Rainer |
| Eszter Kovács | Erzsébet Szalai |
| Dávid Rikárdó | Lajos Bokros    |

## Nach dem Systemwechsel
Nach dem Fall des kommunistischen Systems wurde die Zeitschrift legal herausgegeben. Zwischen 1989 und 1996 erschien sie wöchentlich, danach nur noch einmal oder zweimal im Monat. Der erste legale Chefredakteur war Ferenc Kőszeg. Von 1995 bis 2003 hatte Ilona Kiss diese Position und seither András Mink.